# Hemorragia gastrointestinal inferior
Hemorragia gastrointestinal inferior, refere-se a qualquer forma de hemorragia no trato gastrointestinal inferior (cólon, intestino delgado, reto). É uma doença muito comum nos Pronto-socorros, mas é menos comum do que a Hemorragia digestiva alta. Estima-se de que a cada 100.000 sangramentos, 100 a 200 são diagnosticados como Hemorragia digestiva alta , enquanto que aos casos de sangramento gastrointestinal inferior são de 20 a 27 casos por 100.000 sangramentos. Aproximadamente 85% dos casos de sangramentos gastrointestinal inferior envolvem o cólon, 10% são de sangramentos gastrointestinais superiores, e 3 a 5% envolvem o intestino delgado. A taxa de mortalidade para os sangramentos intestinais inferiores, ficam em torno de 4%.

## Causas
- Coagulopatia - Especificamente Diátese hemorrágica

- Colite

- - Colite isquêmica

- - Colite ulcerativa

- - Colite infecciosa

- -     - E. coli O157:H7

- -     - Shigella

- -     - Salmonella

- -     - Campylobacter jejuni

- Hemorróidas

- Angiodisplasia

- Neoplasia - câncer

- Doença diverticular - diverticulose, diverticulite

A seguir, os diagnósticos de uma possível causa de sangramento gastrointestinal inferior:
- Hemorróidas são uma ocorrência comum, no entanto, raramente as rupturas em hemorroidas resultam em uma hemorragia massiva. Causas para isso incluem a constipação frequente ou crônica, dietas pobres em fibras, e gravidez, que podem apresentar-se com pequenas quantidades de sangramento vermelho-vivo.

- Fissuras anais

- Corpos estranhos no Reto

- Colite ulcerativa

- Doença de Crohn

- Colite pseudomembranosa

- Diarreia infecciosa

- Colite devido à radiação

- Diverticulose

- Isquemia mesentérica

- Pólipos

- Câncer de cólon